# Odo Arpin

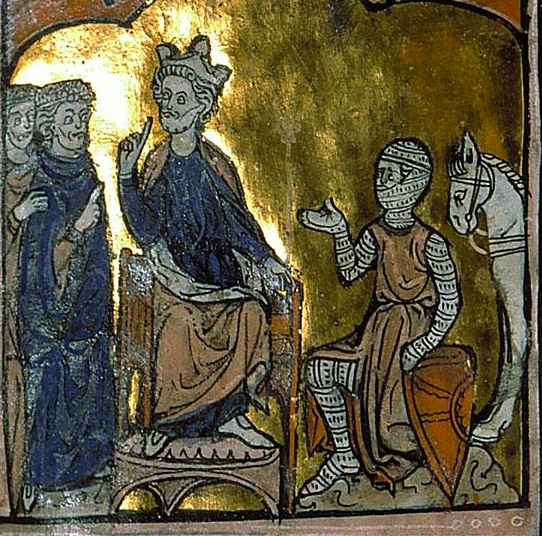
Ilustrace, na níž král Filip I. Francouzský kupuje hrabství Bourges od Odo Arpina.

Odo Arpin (asi 1060 – asi 1130) byl středověký vikomt, křižák a mnich.

## Život
Odo Arpin zdědil panství Dun le Poëlier ve střední Francii a po sňatku s Matildou ze Sully získal titul vikomta z Bourges. V roce 1097 začal rozprodávat svůj majetek v Bourges i Dun francouzskému králi Filipovi I., celkem za něj získal 60 tisíc šilinků.
V roce 1101 se, stejně jako jeho švagr Štěpán II. z Blois, zeť Matildiny sestry Alice, přidal ke křížové výpravě. V Konstantinopoli složil slib věrnosti císaři Alexiosovi I. Ještě roku 1101 se dostal do Jaffy a počátkem roku 1102 do Jeruzaléma, kde se zúčastnil druhé bitvy u Ramly, při níž byl zajat. Díky spojenectví s císařem nebyl popraven, ale namísto toho uvězněn v Aškelonu a později převezen do Káhiry. Císař nakonec vyjednal jeho propuštění. Na cestě domů se Odo Arpin zastavil v Římě, kde se setkal s papežem Paschaliem II., který mu navrhl, aby vstoupil do benediktýnského řádu a stal se mnichem v Cluny. Odo Arpin tento návrh přijal, jedním z důvodů mohl být i fakt, že před křížovou výpravou rozprodal všechen majetek. Okolo roku 1107 se stal převorem v klášteře v La Charité-sur-Loire západně od Cluny. Když mu později císař Alexios I. věnoval pozemky v Anatolii, rozšířil o ně Odo Arpin půdu kláštera.

## Les Chétift
Zajetí Odo Arpina v Aškelonu popisuje jedna část Křižáckého cyklu, sbírky epické poezie s náměty z křížové výpravy. Jedná se o kapitolu Les Chétift (Zajatci), Odo Arpin je jedinou historickou postavou dané básně. Zmínky o něm jsou ale obsaženy i ve zbylých částech, které zmiňují více historicky doložených osobností, například Godefroye z Bouillonu.